# 龙凤街道 (广州市)
龙凤街道，是中华人民共和国广东省广州市海珠区下辖的一个乡镇级行政单位。

## 行政区划
龙凤街道下辖以下地区：
新民社区、革新社区、金沙社区、凤宁社区、梅园南社区、凤凰社区、荔福社区、鹤洲社区、鹤兴社区、龙导社区、仁和社区、世昌社区、状元社区、环珠社区、昌盛社区、龙田社区、马涌社区、康隆社区和富力社区。